# Czerwone Żagle
Czerwone Żagle (popularnie nazywane Czerwoniakami), to nazwa flotylli sześciu harcerskich jachtów morskich eksploatowanych przez Centrum Wychowania Morskiego ZHP, które powstały z przebudowy wycofanych z eksploatacji szalup ratunkowych z transatlantyku m/s Batory. Przyjęta nazwa pochodzi od koloru żagli, w jakie wyposażono wszystkie jednostki.

## Historia powstania
Z chwilą odrodzenia się harcerstwa po 1956 roku, Witold Bublewski zaczął propagować ideę stworzenia harcerskiej floty jachtów żaglowych na bazie wycofanych z eksploatacji jednostek pływających. W wyniku jego konsekwentnych działań, udało się pozyskać wycofany z eksploatacji lugrotrawler „Cietrzew”, który przebudowano na żaglowiec szkolny Zawisza Czarny, oraz szalupy zdjęte z transatlantyku m/s Batory, które w 1951 roku nie przeszły inspekcji PRS. Koszty przebudowy poszczególnych jednostek pokryły państwowe firmy połowowe działające w na polskim wybrzeżu, a poszczególne jednostki otrzymały nazwy swoich patronackich firm.

## Konstrukcja jednostek
Szalupy były zbudowane z drewna, miały 9,14 m długości i 3,05 m szerokości, poszycie zakładkowe. Burty podwyższono o około pół metra i dodano pokład, a pod stępką zamocowano ciężką stalową szynę o postaci dwuteownika, która stanowiła zewnętrzny balast oraz zwiększała nieco opór boczny (można też znaleźć informację o balaście betonowym). Centralny kokpit mieścił się pomiędzy 2-osobową kapitańską kabiną rufową, a nadbudówką głównego pomieszczenia mieszczącego kabinę nawigacyjną, kambuz oraz 8 koi reszty załogi. Ster obity blachą zawieszony był na stewie rufowej i połączony sterociągami z niewielkim kołem sterowym zamontowanym na znajdującej się w kokpicie kolumnie sterowej z naktuzem. Jachty wyposażono w krótki bukszpryt oraz drewniane maszty z mosiężną szyną i mosiężnymi pełzaczami. Ożaglowanie było dwumasztowe typu kecz o powierzchni 53 m², ze stosunkowo dużym bezanem, którego bom wystawał za rufę. Grotmaszt posiadał baksztagi, żagle były bawełniane w ciemno-czerwonym kolorze.  Wyposażenie wnętrza było bardzo spartańskie: brak instalacji elektrycznej, oświetlenie naftowe, włącznie z lampami pozycyjnymi. Jachty nie posiadały silnika, w czasie żeglugi miały duży dryf i promień cyrkulacji, maksymalna prędkość pod żaglami wynosiła ok. 3 węzłów.

## Flotylla
Flotyllę tworzyło 6 jednostek noszących nazwy swoich firm patronackich:
- s/y Arka – V PZ-26
- s/y Barka – V PZ-28
- s/y Koga – V PZ-27
- s/y Korab – V PZ-29
- s/y Kuter – V PZ-31
- s/y Szkuner – V PZ-30

## Eksploatacja
Flotylla „Czerwonych Żagli” weszła do eksploatacji w sezonie 1961, a w następnym roku cała ich szóstka wraz z kilkoma innymi jednostkami z Polski wzięła udział w rejsie do Helsinek na Światowy Festiwal Młodzieży i Studentów. W drodze powrotnej jachty napotkały bardzo silny sztorm o sile 10° w skali Beauforta, który rozproszył flotyllę „Czerwonych Żagli” po Bałtyku. Cztery spośród nich po kilku dniach powróciły do Gdyni, po jakimś czasie odnaleziono piąty, ale poszukiwania ostatniego jachtu wciąż nie dawały rezultatu. Gdy po wielu dniach już godzono się z myślą, że ostatni „Czerwoniak” zatonął, jacht na porwanych żaglach ale o własnych siłach, wpłynął do Basenu Jachtowego w Gdyni.
Po tym doświadczeniu zrezygnowano z organizowania pełnomorskich rejsów na „Czerwoniakach”, ograniczając ich akwen żeglugi do Zatoki Gdańskiej i Puckiej.
Eksploatację „Czerwonych Żagli” zakończono na przełomie lat 60. i 70., wraz z otrzymaniem przez CWM nowych jachtów.